# Carlo Corbellini
Carlo Corbellini (fl. XVIII secolo) è stato un presbitero e architetto italiano, figlio di Antonio e fratello di Domenico.

## Biografia
Una delle poche opere che sono attribuibili a Carlo con buona probabilità è la chiesa di San Geremia a Venezia, di cui esiste il progetto completo corredato dal modello. Nell'archivio parrocchiale, il parroco Speafico racconta come nel 1751, dovendo far riedificare la chiesa e temendo che i progetti degli architetti consultati dai procuratori fossero troppo costosi, egli stesso si fosse messo a 
Sempre lo stesso afferma di aver trovato come architetto proprio il Corbellini, che proprio nel 1751 aveva presentato due progetti con i relativi modelli, e di questi venne scelto quello a pianta centrale non solo per motivi estetici, ma anche per motivi economici.
Successivamente gli fu commissionata dall'arcivescovo Giovanni Girolamo Gradenigo la realizzazione del seminario arcivescovile di Udine.

### Opere
- Chiesa di San Lorenzo a Brescia (attribuita)
- Chiesa di San Marco in San Girolamo a Vicenza
- Chiesa di San Geremia a Venezia (1753)
- Vecchio seminario arcivescovile di Udine